# هور جون
هو جون یا هور جون (کره‌ای: 허준؛ ۱۵۳۹ – ۹ اکتبر ۱۶۱۵) پزشک کره‌ای بود. او پزشک ارشد سلطنتی در نه‌ای‌وون در زمان شاه سون‌جو و شاه گوانگ‌هه در دوران پادشاهی چوسان در کشور کره بود.